# Princesse Shōshi (1027-1105)
La princesse Shōshi (章子内親王, Shōshi naishinnō), née le 19 janvier 1027 et décédée le 26 octobre 1105, aussi connue sous le nom Nijō-in (二条院), est une impératrice consort du Japon. Elle est la fille ainée de l'empereur Go-Ichijō, sa mère est Fujiwara no Ishi. Elle devient la consort de l'empereur Go-Reizei. La princesse Kaoruko est sa sœur de la même mère.

## Biographie
Shōshi est proclamée princesse peu après sa naissance. L'empereur Go-Ichijō espérait un fils, mais comme c'est son premier enfant, Shōshi est très aimée par ses deux parents. Elle aurait été une princesse docile et belle. En 1030, à l'occasion de sa cérémonie de chakko (着袴), elle se voit conférer le rang de jusangū, premier rang (准三宮・一品). En 1036, ses deux parents meurent l'un après l'autre la laissant orpheline alors qu'elle est adolescente. Elle grandit sous le haut patronage de sa grand-mère, l'impératrice Jōtōmon-in.
Après la mort de Fujiwara no Michinaga, ses fils se servent du harem impérial comme scène d'une compétition politique. Tandis que la fille de Fujiwara no Yorimichi est encore très jeune, il est possible que Shōshi ait été utilisée comme une sorte de candidate de compromis en raison de la relation de Jōtōmon-in avec la famille de Michinaga. En 1037, tandis qu'elle accomplit le rite du chakumo (着裳), elle entre à la cour de son cousin, le prince héritier Chikahito, futur empereur Go-Reizei, comme princesse héritière. En 1045, elle devient une dame de la cour au moment où Chikahito monte sur le trône et en 1046 assume le rang de chugu. L'Eiga monogatari rapporte que plus tard, lorsque Hiroko, fille de Yorimichi, rejoint la cour, la princess Shōshi préfère rester au rang de chūgū plutôt que de devenir kōgō comme il est d'usage. C'est peut-être une réponse à un incident au cours duquel la princesse Teishi, chūgū du précédent empereur Go-Suzaku, cousine de Shōshi, a été poussée dans la position de kōgō par l'entrée de Genshi, la fille adoptée de Yorimichi, comme chūgū et a terminé étrangère à la cour.
Malgré cela, Shōshi qui est naturellement calme, n'exprime pas de mécontentement à ce que son mari l'empereur favorise ses autres femmes et maintient ainsi une relation pacifique avec la faction de Yorimichi. Peut-être à cause de son étroite relation de sang avec son mari, elle ne porte jamais d'enfants. En 1068, Go-Reizei meurt et en 1069 Shōshi coupe ses cheveux pour devenir nonne bouddhiste. Elle prend le rang de « Grande Impératrice douairière » et en 1074 devient connue sous le nom Nijō-in par proclamation impériale. Elle meurt en 1105, à l'âge de 78 ans.
Le mausolée de la princesse Shōshi se trouve à Bodaijuin no Misasagi à Kyoto avec celui de son  père.

## Source de la traduction
- (en) Cet article est partiellement ou en totalité issu de l’article de Wikipédia en anglais intitulé « Princess Shōshi (1027–1105) » (voir la liste des auteurs).